# 大阪城天守閣
大阪城天守閣（おおさかじょうてんしゅかく）は、大阪市中央区の大阪城公園・大阪城の天守内部にある博物館。天守は国の登録有形文化財である。

## 歴史

### 戦前

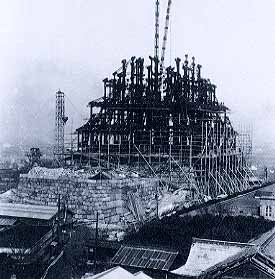
昭和の改修時の工事の様子

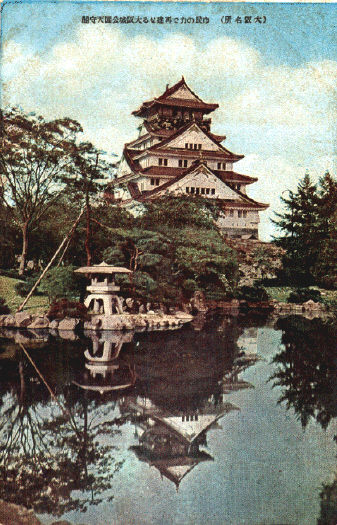
昭和の改修にて市民の寄付によって再建した大阪城天守閣

1925年（大正15年）3月15日から4月30日まで大大阪記念博覧会が行われた。会場は2か所で第1会場は本館などがあった天王寺区の天王寺公園で、第2会場が大阪城本丸の天守台上に建てられた豊公館であった。豊公館では豊臣秀吉の遺品などの展示が行われ、約70万人が訪れて大盛況となった。この豊公館の人気を見た後藤新平が天守の再建を口にし、大阪市長の關一がそれを耳にして天守の再建を決意したとされている。
關市長は昭和天皇即位の大礼の記念事業として天守の再建と大阪城公園の設置を議会に提案し、大阪市会の承認を得て、大阪城の紀州御殿に司令部を置く陸軍第4師団と協議し、第4師団の新たな司令部を大阪城内に大阪市が建ててくれるならばと了承した。軍部は公園に大勢の市民が自由に出入りすることに抵抗もあったと言われている。
さっそく大阪市は市民から寄付を募り、住友財閥の住友友成からの25万円の寄付など多くの市民からの協力を得て最終的に150万円が集まった。当時の受付は78、250余口で150万円集まった。天守はこのうちの47万円をもって再建が行われることとなった。現在の天守復興は全て市民の寄付だった。新たな第4師団司令部（現・MIRAIZA OSAKA-JO（ミライザ大阪城））の建築費は80万円、本丸・山里丸・二の丸の一部の大阪城公園可整備費に23万円が使われている。
天守閣改修の前には事前調査が行われている。総重量は11,000トンで石垣に負担がかからないよう建設の構想が練られた。調査では現在見ることができない天守閣内側も調査されており、石垣の構造、水はけのよい地盤で赤色粘土質などが判明している。
こうして、市民の寄付金により1931年（昭和6年）10月に鉄骨鉄筋コンクリート構造でエレベーター付きの博物館として3代目の大阪城天守が完成した。その外観は、大阪市の中興の祖といえる豊臣秀吉を偲び、大坂夏の陣図屏風（黒田屏風）に描かれている秀吉の天守をもととして建てられている。大阪市土木局建築課の古川重春が設計、意匠は天沼俊一、構造は波江悌夫と片岡安、施工は大林組が担当した。昭和時代は全国で天守閣の復興建設が多く行われた。その第一号は大阪城天守閣であり、工法等、後の天守閣復興のモデルとなった。
内部は豊臣秀吉と大阪市の歴史を中心とした歴史博物館とするために、天王寺公園内にあった大阪市立市民博物館を閉館し、その資料一切を天守に移して11月7日に天守閣郷土歴史館として開館した。同時に、本丸にある第4師団の以前の司令部であった紀州御殿は大阪市に移管され、本丸・山里丸及び大手門から桜門までの二の丸でもって大阪城公園が開園された。しかし、その面積はわずか7万1千平方メートルであった。なお、山里丸と二の丸を結ぶ極楽橋は、慶応4年1月9日（1868年2月2日）に焼失してから掛けられないままとされていた。
最上階高欄下の外壁にあしらわれた虎のレリーフは、狩野山楽の伏虎図をもとに日本画家の竹内栖鳳が下絵を描き、鋳刻家の大國壽郎が原型を製作した。この虎のレリーフは1935年（昭和10年）12月10日に創設された大阪野球倶楽部のチームの愛称「大阪タイガース」（現・阪神タイガース）の由来になったとも言われている。
天守風建築の博物館の嚆矢である天守閣郷土歴史館は、その内部の展示の充実さもさることながら、天守の最上階にある展望台から大阪平野が一望できたことにより大人気を博した。だが、同時に大阪城の東部に広がる陸軍造兵廠大阪工廠（大阪砲兵工廠）もよく見えたため、陸軍からはよく思われていなかった。
しかし、支那事変（日中戦争）が勃発した影響により、1937年（昭和12年）11月3日には軍機保護法によって天守からの写真撮影が禁止された。カメラを所持している人は大手門でカメラを預けないと大阪城公園自体に入れないようになる。さらに、1940年（昭和15年）12月には各階にある全ての窓が板で塞がれた。8階には上がれるが、廻縁には出られないようになり、景色が全く見れなくなった。
太平洋戦争中の1942年（昭和17年）9月25日、ついに博物館が休館となった。歴史資料や展示物である文化財をそのままにして学芸員は退去を余儀なくされた。同時に、大阪城公園への一般市民の立ち入りも禁止される。なお、天守への入館者であるが1939年（昭和14年）・93万人、1940年（昭和15年）・93万人、1941年（昭和16年）・65.2万人、1942年（昭和17年）9月まで・20.5万人となっている。
1943年（昭和18年）には天守に中部軍防空情報隊（後の第35航空情報隊、司令部は桜門桝形の西側）が入る。
1945年（昭和20年）8月14日、第8回大阪大空襲により天守の南西部と北東部に1トン爆弾の至近弾を受けた。これにより、南西部の天守台石垣は傷ついて一部が欠けてしまい、北東部の天守台石垣には大きなズレが生じて歪んでしまった。しかし、天守本体には大きな被害はなく無事であった。それでも焼夷弾や戦闘機による機銃掃射によって多くの瓦が傷ついてしまった。

### 戦後
敗戦後の1945年9月28日、進駐軍から大阪城とその一帯に広がる軍用地の明け渡し令が出され、急いで陸軍が撤収作業に入った。これに大阪市も動き、陸軍からトラック3台を借りて天守に残ったままの歴史資料や展示物を天王寺にある大阪市立美術館の地下収蔵庫に移送した。翌29日に進駐軍が大阪城に入ると以後、日本人の立ち入りが禁止された。この間の1947年（昭和22年）9月12日には紀州御殿が進駐軍の失火で焼失してしまった。
1948年（昭和23年）8月25日、大阪城が返還され、それに伴って大阪城公園が拡張されて107万平方メートルとなり、翌1949年（昭和24年）に博物館が再開する。1950年（昭和25年）9月3日のジェーン台風で被災し、1953年（昭和28年）に大阪城修復委員会が発足すると、1956年（昭和31年）7月から9月にかけて天守閣外装の修理が行われた。ただし、のちの「平成の大改修」のような外観を甦らせるものではなく、むしろこの修理によって外観が変わった。金箔を押した箇所は銅色に塗装され、虎のレリーフの背面も黒色から白色へ変更された。
天守閣及びその建物は次第に老朽化が進んでいた。大阪のシンボルとしての保存・活用を行ううえで大規模な改修工事を加えることとなった。そこで1995年（平成7年）12月から1997年（平成9年）3月にかけて、「平成の大改修」が行われた。この時、建物全体に改修の手が加えられ、構造は阪神・淡路大震災級の揺れにも耐えられるように補強され、外観は壁の塗り替え、傷んだ屋根瓦の取り替えや鯱・鬼瓦・錺金物・虎のレリーフの金箔の押し直しが行われた。また、身体障害者用トイレ、身体障害者や高齢者向けにエレベーターが小天守台西側（御殿二階廊下跡）に取り付けられた。費用は展示関係の費用も含め約70億円、「昭和の天守閣復興」と同じく市民の寄付によって実現した。
1997年（平成9年）9月、天守が国の登録有形文化財となる。
2015年（平成27年）4月から大阪城天守閣及び大阪城公園は大阪城パークマネジメント株式会社が管理している。
2017年（平成29年）には入館者数が9月18日に1億人を突破した。2016年には外国人観光客も多かったため過去最多の255万人が入館、姫路城（211万人）、名古屋城（192万人）を上回り、全国城郭管理者協議会に加盟する城の中で最も多い入館者を記録している。
豊臣時代歴史資料、大阪郷土資料、武器・武具参考資料、城郭参考資料のテーマで資料収集、調査・研究を進め、展示している。

## 内部
通常は階段で天守1階へと行くが、小天守台にエレベーターが付いており、身体障害者や高齢者は申し出れば使用できる。天守1階から8階までエレベーターがあるが、通常は5階までの昇り専用となっている。しかし、身体障害者や高齢者は申し出れば8階まで行くことができる。階段の幅が狭いため、昇り階段と下り階段が別となっており、動線が交わらないよう二重らせん構造として設置されている。階段の手すりは加工しやすい人造石で作られており、アールデコ調で流線形の意匠となっている。
展示内容は2022年10月時点で以下のとおり。
- 8階 - 展望台

8階は廻縁となっており、外に出て景色を楽しむことができる。また、車いすでの通行ができるようにもなっている。ミュージアムショップもある。展望台の壁には8羽の舞う姿の鶴が、建設当時で最新の「蝋色（ろいろ）仕上げ」（表面を研磨しての鏡面仕上げ）の技法を使ってコンクリートの下地の上に金の蒔絵で描かれている。今はガラスで覆われているが、かつてはむき出しで展示されていた（設計者・古川重春の著書『錦城復興記』には、観衆が手で撫でまわしても剥落しないよう永久の耐久性をもつようにこの加工を施したと記されている）。
- 7階 - 豊臣秀吉の生涯

豊臣秀吉の一生が分かる展示場となっている。
- 6階 - 6階は回廊となっていて立ち入りできない。
- 5階 - 大坂夏の陣図屏風の世界

大坂夏の陣の展示場となっている。
- 4階 - 豊臣秀吉とその時代

特別展・企画展会場となっている。
- 3階 - 豊臣秀吉とその時代

特別展・企画展会場となっている。他にも豊臣大坂城復元模型、徳川大坂城復元模型、原寸大復元の黄金の茶室などがあり、図録販売所も設置されている。
- 2階 - お城の情報コーナー

パネル展示、レプリカ展示、兜・陣羽織の試着体験コーナーの他、事務所、トイレなどがある。
- 1階 - 天守閣の入口

インフォメーションカウンター、ミュージアムショップ、シアタールームなどがある。

## 開館時間
午前9時から午後5時（入館は午後4時30分まで）。ただし、季節やイベントにより開館時間が延長される場合がある。

## イベント

### ちょろけんと大神楽
2014年より、大阪城天守閣の迎春イベントとして、毎年正月2日3日に「ちょろけんと大神楽」が開催されている。ちょろけんとは、江戸時代、大阪や京都などの町屋を正月に1軒1軒まわり芸を披露し祝儀をもらった大道芸、門つけ芸の一種。明治以降は廃れたが、伝統芸能に詳しい大阪城天守閣研究主幹の北川央氏（2013年当時）が、ちんどん屋「東西屋」に再現の協力を依頼。この度、復元され毎年開催されている。
2021年には「ちょろけん」の年賀状を配布している。

## 所在地
- 大阪府大阪市中央区大阪城1-1
- 郵便番号は〒540-0002。

## 交通アクセス
鉄道（2022年10月時点）
- 谷町四丁目駅（Osaka Metro谷町線1-B番出口・中央線）9番出口
- 天満橋駅3番出口（京阪本線・京阪中之島線、Osaka Metro谷町線）
- 大阪ビジネスパーク駅（Osaka Metro長堀鶴見緑地線）1番出口
- 大阪城公園駅（JR大阪環状線）
- 森ノ宮駅（JR大阪環状線、Osaka Metro中央線・長堀鶴見緑地線）

路線バス
- 大手前停留所（大阪シティバス62号系統）
- 馬場町停留所（大阪シティバス62号系統）

水上バス
- 大阪城港（アクアライナー）